# Mezinárodní bienále grafického designu

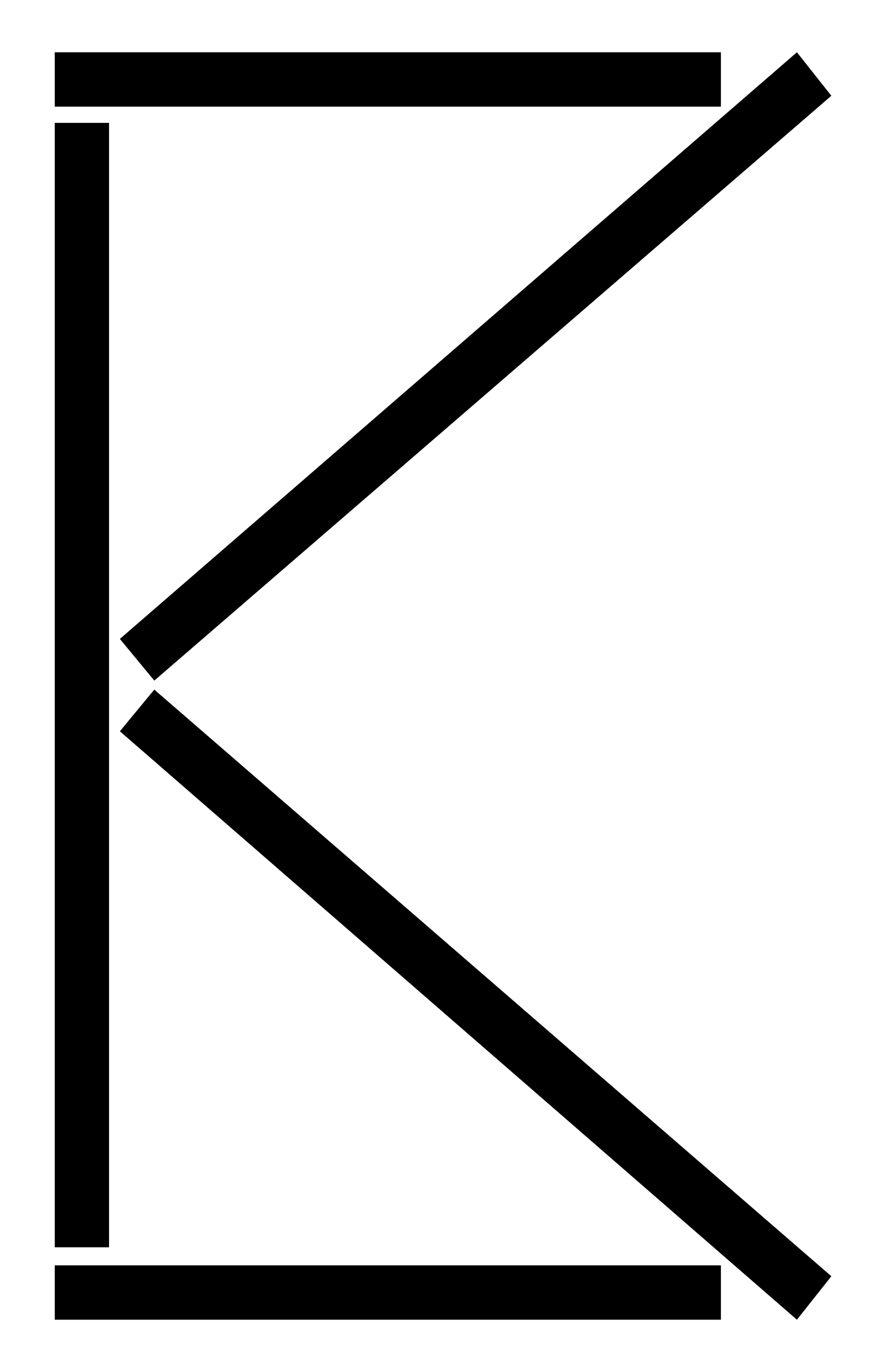
27. mezinárodní bienále grafického designu Brno 2016

Mezinárodní bienále grafického designu v Brně je přehlídkou toho nejlepšího z oblasti grafického designu. Setkávají se zde díla, názory a trendy v grafickém designu ze všech koutů světa a formují se zde směry jeho budoucího vývoje.

## Organizace Bienále
Hlavními pořadateli jsou Moravská galerie v Brně a Ministerstvo kultury České republiky. Bienále bylo založeno roku 1963 a je jednou z nejdéle trvajících a nejvýznamnějších akcí svého druhu na světě. Jedná se o cyklickou přehlídku, probíhající každé dva roky.
V minulosti se v rámci přehlídky pravidelně střídaly témata plakát, koordinovaný vizuální styl a reklamní grafika a grafický design a písmo v knihách, časopisech, novinách a nových médiích. V současnosti je pro každý ročník zvoleno určité téma. V aktuálním 27. ročníku, realizovaném v roce 2016, byla přehlídka zaměřena na projekty z oblasti grafického designu, které svým rozsahem tvoří menší celky nebo soubory – edice, vizuální identity, dlouhodobé spolupráce – tedy ukázky jednotného přístupu zahrnující spektrum aplikací, médií či technik.
Součástí Bienále Brno je soutěžní přehlídka, odborné sympozium, katalog a řada doprovodných výstav, díky nimž se Moravská galerie v Brně vždy na čtyři měsíce stane centrem aktuálního grafického designu.

## Historie
Mezinárodní bienále grafického designu v Brně bylo založeno roku 1963 a patří k nejstarším a nejvýznamnějším akcím v oboru vizuální komunikace na světě.
Ke zrodu Bienále Brno přispěly kulturně politické poměry šedesátých let, provázené snahami československých umělců a designérů, usilujících o právo na tvůrčí svobodu, podmíněnou možnostmi konfrontací vlastní designérské tvorby se světem. K zakladatelské generaci brněnského Bienále patří brněnský malíř a grafik Jan Rajlich starší a teoretici umění Jiří Hlušička a Karel Holešovský.
V roce 1964 uspořádala Moravská galerie v Brně První československou přehlídku plakátu a propagační grafiky,  na niž od roku 1966 navázaly již mezinárodní cyklické výstavy s cílem obsáhnout široké spektrum oboru grafického designu. Původní polytematická struktura Bienále počítala se třemi výstavními disciplínami. Po roce 1968 byla pro náročnost vypuštěna problematika výstavnické tvorby. Počínaje rokem 1970 se na Bienále Brno střídala dvě základní témata: (1) Plakát, firemní, informační a reklamní grafika a (2) Grafický design a písmo v knihách, časopisech, novinách a digitálních médiích.
Brněnského bienále se během jeho historie zúčastnilo mnoho významných osobností grafického designu, ať již prezentovaly svou tvorbu jako vystavující autoři, nebo se akce zúčastnily osobně jako členové mezinárodních porot a přednášející na mezinárodních sympoziích. V Brně tak byla zastoupena taková jména grafického designu jako Saul Bass, Roman Cieślewicz, Wim Crouwel, Alan Fletcher, Adrian Frutiger, Shigeo Fukuda, Milton Glaser, Ivan Chermayeff, Seymour Chwast, Mitsuo Katsui, Herb Lubalin, Ladislav Sutnar, Josef Týfa, Tadanori Yokoo, Hermann Zapf a další.
Bienále Brno již více než pět desetiletí vytváří ve střední Evropě významnou mezinárodní platformu k výstavám, diskusím a doprovodným programům o dynamicky se rozvíjejícím oboru grafického designu a o jeho významu pro utváření současné vizuální kultury.

## 27. mezinárodní bienále grafického designu Brno 2016
Bienále se účastní řada renomovaných tvůrců, ale je přístupné i mladým začínajícím autorům. Rozhoduje pouze kvalita práce. Obvykle se schází kolem 300 exponátů od několika set grafiků téměř ze všech kontinentů. Jejich práce hodnotí výběrová porota sestavená z designérů, teoretiků designu a zástupců organizátora, a to zejména s ohledem na přístupy řešení konkrétních celků, estetickou a funkční kvalitu prací a v neposlední řadě též s ohledem na prostorová omezení výstavních sálů.
Všechny přijaté práce jsou vystaveny a mezinárodní porota, sestavená z významných osobností mezinárodního grafického designu, uděluje několik cen, mezi nimi Grand Prix 27. mezinárodního bienále grafického designu Brno – Cenu ministra kultury ČR, Cenu primátora města Brna a Cenu Českých center určenou grafickému designérovi do 35 let.

### Výběrová porota
Serge Rompza, předseda poroty
Oliver Klimpel
Tereza Rullerová (CZ)
Ľubica Segečová (SK)
Willi Schmid

### Mezinárodní porota
Guus Beumer (NL)
Jean-Marie Courant (FR)
Vít Havránek (CZ)
Anuschka Blommers & Niels Schumm (NL)
Jon Sueda (US)

### Mezinárodní přehlídka

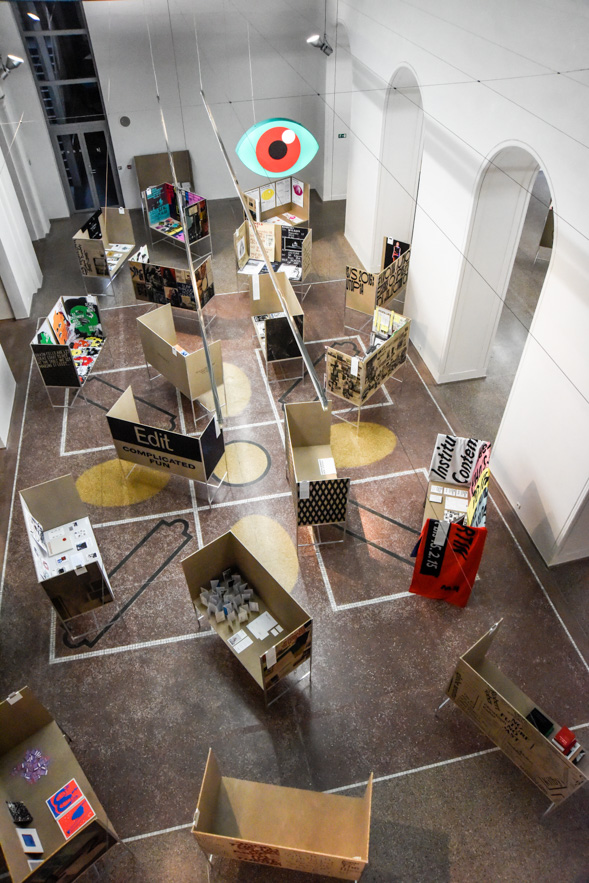
Mezinárodní přehlídka Bienále Brno 2016

Mezinárodní přehlídka, tradiční součást Bienále Brno, představuje výběr z přihlášených prací z celého světa vytvořených v posledních čtyřech letech. Záměrem je představit reprezentativní výběr projektů v celé jejich šíři a umožnit tak hlubší vhled do profese grafického designéra.
Mezinárodní přehlídka představuje 46 prací od 68 autorů z 15 zemí, oceněné pětičlennou mezinárodní porotou, sestavenou z významných osobností grafického designu. Porota posoudila především přístupy a způsoby řešení konkrétních zadání a estetickou a funkční kvalitu artefaktů, to vše též s ohledem na prostorové možnosti výstavních sálů Uměleckoprůmyslového muzea.

### Přehled cen 2016
Během slavnostního zahájení 27. mezinárodního bienále grafického designu Brno 2016, byla 16. června udělena ocenění nejlepším pracím a tvůrcům, kteří se přihlásili do Mezinárodní přehlídky.
- Velká cena Bienále Brno 2016 Cena ministra kultury České republiky: Anna Haas (CH) Rivista Apparente
- Cena primátora města Brna: Anja Kaiser (DE) Sexed Realities: To Whom Do I Owe My Body?
- Cena Českých center: Jan Brož, Michal Landa (CZ) Abeceda pro Futuru
- Cena mezinárodní poroty: Tým designéru muzea Whitney (US): Hilary Greenbaum, Keri Bronk, Virginia Chow, Francesca Grassi, Liz Plahn, Kees Bakker, Sung Mun, Meg Forsyth, Seth Hoekstra Whitney Museum of American Art: New Building Materials
- Cena Bienále Brno za přínos v oboru grafického design:  František Štorm (CZ) Cenu uděluje organizační výbor Bienále Brno

### Doprovodné výstavy 2016
SOUBORNÉ DÍLO. ČESTNÉ UZNÁNÍ MEZINÁRODNÍ POROTY 26. BIENÁLE BRNO 2014
Souborné dílo je založené na rozsáhlé sbírce, která se v průběhu let shromáždila kolem Bienále Brno - vlastně přesněji řečeno na reprodukcích těchto děl v katalozích, doprovázejících každý ročník bienále. Když si člověk prohlíží tyto materiály, připadají mu jaksi zploštělé, sériové, mimo kontext a mlhavého původu - do jisté míry srovnatelné s účtem na Instagramu nebo se stránkou Tumblr - přesto nás však detaily jednotlivých grafických návrhů stále oslovují. Rozpor mezi nevýraznou plochou a živoucími jednotlivostmi nás fascinuje. Co však takové rozhodující maličkosti vypovídají o zárodku myšlenkových procesů? Rozhodly jsme se vyjít z těchto detailů a postavit na nich zkoumání vlastní praxe každé z nás, konfrontovat materiál z archivu bienále s naší prací a položit si otázku, jaký typ rozhodnutí musí grafický designér dělat: na formální úrovni, na koncepční úrovni a v návaznosti na kulturní, ekonomické a technické podmínky naší doby.
Koncepce: Goda Budvytytė (LT),  Ines Cox (BE),  Anna Haas (CH),  Corina Neuenschwander (CH)
ZDENĚK ZIEGLER. OSOBNOSTI ČESKÉHO GRAFICKÉHO DESIGNU
Zdeněk Ziegler obdržel na 25. Bienále Brno 2012 Cenu za celoživotní přínos grafickému designu.
Výstava tohoto významného českého grafického designéra a pedagoga představí zejména jeho rozsáhlou tvorbu v oblasti filmového plakátu od začátku šedesátých do konce osmdesátých let 20. století. Vystavený soubor realizovaných prací, ale i skic a nerealizovaných návrhů představí médium, které ve své době definovalo vizuální jazyk a estetiku celé generace grafických designérů a svou rozmanitostí a invenčními přístupy zůstává zdrojem inspirace i v současnosti.
Bienále Brno tak  pokračuje  v představování významných tvůrců, kteří zásadním způsobem ovlivnili vývoj a podobu českého grafického designu, tedy oboru, jenž je nedílnou součástí českého vizuálního umění.
Výstava bude doplněna o filmový festival, sestavený výlučně z filmů, pro něž Zdeněk Ziegler vytvořil plakáty.
KTERÉ ZRCADLO CHCEŠ OLIZOVAT? VÝSTAVA MEZI REALITOU A FIKCÍ, SITUOVANÁ V REÁLNÉM A FIKTIVNÍM PROSTORU
Výchozím bodem projektu "Které zrcadlo chceš olizovat?" je předpoklad, že když je něco vytištěno, stává se "to" skutečnějším.
"Které zrcadlo chceš olizovat?" představí díla, ve kterých realita (nebo fikce?) udělala odbočku. Bude se skládat jak z vypůjčených artefaktů, tak z nových, pro tuto výstavu speciálně vyrobených prací z oblasti grafického designu. Z této konstelace vznikne heterotopie, kde je vše reálné, ale zároveň se odklání k fikci, a naopak.
Výstava nebude omezena pouze na prostor galerie, ale odehraje se i ve městě, na autobusových zastávkách, ve filmových programech, rozhovorech, knihkupectvích a na dalších místech nacházejících se mimo bezpečí "bílé krychle". Kde jinde totiž lépe ukázat grafický design nežli v jeho přirozeném prostředí?
Koncepce:   Åbäke (GB);   Sofie Dederen (BE); Radim Peško  (CZ)
STUDOVNA. TABULA RASA: PROPOJENÉ SVĚTY ANEB MANÝRISMUS DESIGNU
Důsledkem převládající modernizace je dnes slovo "design" obecně rozšířené po celém světě. Abychom si mohli povídat o designu, musíme ovšem rozhovor vymezit disciplínami a zavedenými rubrikami moderního designu. Základní význam slova "design" a způsob jeho interpretace však není jednoznačně zřejmý ani jasný. Interpretace, způsob uvažování a jemné nuance se v jednotlivých kulturách a zemích odlišují.
Ačkoli si v průběhu 20. století grafický design vytvořil bohaté a významově nosné dějiny, dosud nedošlo na hlubší zkoumání variací ve vnímání toho, čím design skutečně je. V době studené války fungovaly jako brána pro potenciální kulturní výměnu - například na téma, jak definovat design v rámci různých kultur - publikace a akce typu Bienále Brno.
Vlivem rychlé globalizace postupující od konce 20. století začal být grafický design do značné míry nekompromisní, ale zároveň i hodně homogenní. Jako by docházelo k čím dál důkladnější destilaci moderního grafického designu (a jeho různých diskursů), aby se odfiltrovala veškerá kultura a historie mimo stanovené hranice designu jako kulturního kapitálu, kulturní produkce a centralizovaného diskursu.
Je paradoxní, jak markantní zůstává rozdělení na 'lokální' a 'globální', přestože technologie a ekonomie neustále zrychlují a usnadňují globální komunikaci.
Existují však jednotlivci a práce, vymykající se etablovaným normám, vymezeným cestou Západních modernistických ideálů, norem a forem. Z hlediska kurátorského přístupu k brněnské Studovně 2016 je pro nás velice zajímavé, že nikde na světě nelze získat geograficky ani metafyzicky lokalizovaný soubor poznatků, jež by nám pomohl vystavit publikace, které jsou buď na periferii, nebo úplně mimo Západní představy o diskursu, dialektice a chápání grafického designu.
Naším cílem je vytvořit ze Studovny Bienále Brno 2016 místo, kde se opětně vyjeví souvislosti mezi tím, co vnímáme jako 'světy' - oblasti činností svou podstatou technokratických, kulturních nebo 'jiných' - vyrovnávající propad mezi 'lokálním' a 'globálním' dosud nevídaným způsobem vyhýbajícím se Orientalizaci, zahrnujícím tajemství a vyvolávajícím porozumění. Nacházíme se v dějinném okamžiku, kdy zřejmě existuje všeobecně akceptovaná celosvětová shoda na tom, co je to "design", což však ve skutečnosti znamená množství postojů a úhlů pohledu.
Vybízíme návštěvníky čítárny, aby měli na paměti pojem tabula rasa (nepopsaná tabule) v její nejpůvodnější podobě voskové tabulky, kterou používali staří Římané na poznámky. Než se pustíte do této výstavy, pokuste se povolit své mysli rozcvičku nad předsudky ohledně toho, co design skutečně znamená. Velká pětka neoliberální éry (Amazon, Apple, Facebook, Google a Microsoft) připravila občany na celém světě o jejich autonomii při rozhodování a vytváření názorů a hromadně přesunula jednotlivce z pozice uživatelů na pouhé účastníky. My doufáme, že se jednotlivci, kteří se budou setkávat ve Studovně, vydají opačným směrem - že v nich získané poznatky namísto toho vyvolají pocit sebeprosazení, přehodnocení sebe sama, tajemství a vyššího smyslu.
Autoři:  Kiyonori Muroga (JP) &  Ian Lynam (US)
OFF PROGRAM
Off program je koncipován jako otevřený prostor věnovaný workshopům, intervencím a jiným oborovým prezentacím. Naváže na úspěšnou premiéru při minulém ročníku a bude tentokrát zaměřen zejména na výstavní projekty.
- Wayne Daly & Adrien Vasquez: Police pro Lothara
- Jean-Marc Klinkert: Fonty: korporátní, kustomizované a zakázkové
- Lotte van de Hoef & Freja Kir: fanfare
- Pauline Kerleroux & Adéla Svobodová: Tady a teď
- Fraser Muggeridge & Will Rose: Obrat, text, čas: Typografie v autorských filmech a videích
- Émilie Ferrat, François Girard-Meunier: Muzeum malování podle čísel
- Scott Joseph: Vidět, co je viděno, protože co vidí, nemůže být průpovědí
- Design Displacement Group a Noviki: Smrt grafického designu, opera
- Shu-Hua Chang, Ingrid Rousseau, Maki Suzuki: Chuť mysli
- Denisa Kollárová & Anna van Lingen: Nástroje pro fantazii

## 26. mezinárodní bienále grafického designu Brno 2014
Grafický design, vzdělávání a školy
19. 6. - 26. 10. 2014

### Mezinárodní porota
Åbäke 
Radana Lencová 
Barbara Steiner 

### Výběrová porota
Linda Dostálková 
Joris Kritis 
Mikuláš Macháček
Marek Pokorný 
Indrek Sirkel 

### Přehled cen 2014
Velká cena Bienále Brno 2014 – Cena ministra kultury České republiky - neudělena
Cena primátora města Brna – Daisuke Kashiwa
Cena Českých center – Pavla Nešverová
Cena mezinárodní poroty – Emma Olanders
Čestné uznání mezinárodní poroty – Werkplaats Typographie, Arnhem

### Doprovodné výstavy
- Vzít si linku na procházku. Výstava o zadáních ve výuce designu
- Off-White Paper. O Bienále Brno a o vzdělávání
- Od A do B do C
- Nábytek
- Studovna
- Laureáti Grand Prix Bienále Brno 2012. Our Art: Mevis & Van Deursen
- Osobnosti českého grafického designu. Rostislav Vaněk
- OFF Program

## 25. mezinárodní bienále grafického designu Brno 2012
21. 6. – 28. 10. 2012

### Výběrová porota
Na Kim – předseda
Tomáš Celizna
Adam Macháček
Radek Sidun
Marta Sylvestrová
Adam Štěch

### Mezinárodní porota
Andrew Blauvet
Zak Kyes
Robert V. Novák
Sulki & Min
Jan van Toorn

### Přehled cen 2012
Velká cena Bienále Brno 2012 - Cena ministerstva kultury České republiky – Armand Mevis, Linda van Deursen
Cena Českých center – Jan Novák
Cena mezinárodní poroty – Linked by Air – Dan Michaelson, Tamara Maletic
Cena primátora města Brna – Manuel Reader
Cena Bienále Brno za přínos v oboru grafického designu – Zdeněk Ziegler

### Doprovodné výstavy
- Dvě nebo tři věci, co vím o Provo (Brněnská verze)
- Khhhhhhh - Slavs and Tatars. Laureátka 23. Bienále Brno 2008
- DAR (Husák trávu nekouřil). Český hudební plakát od sedmdesátých let do současnosti
- Práce z Kalifornie
- Květa Pacovská - AD INFINITUM. Osobnosti českého grafického designu
- Slet sokolských plakátů 1901 - 1948

## 24. mezinárodní bienále grafického designu Brno 2010
Plakát, firemní, informační a reklamní grafika
22. 6. - 24. 10. 2010

### Výběrová porota
Erwin Bauer – předseda
Olga Benešová
Emil Drličiak
Lada Hubatová-Vacková
Otakar Karlas
Marek Pokorný
Marta Sylvestrová

### Mezinárodní porota
Petr Babák
Karel Martens
Lizá Ramalho
Koichi Sato
Paula Scher
Igor Stanisljevic
John L. Walters
Alan Záruba

### Přehled cen 2010
Cena ministerstva kultura České republiky – Velká cena Bienále Brno 2010 – Cornel Windlin
Kategorie A – Plakáty
Hlavní cena – Ralph Schraivogel
Kategorie B – Firemní, informační a reklamní grafika
Hlavní cena – Yumiko Yasuda
Cena primátora města Brna – Advancedesign, Petr Bosák, Robert Jansa
Cena TypoDesignClub Praha – CYAN
Cena organizačního výboru Bienále Brno za přínos v oblasti grafického designu – Rostislav Vaněk
Zvláštní uznání mezinárodní poroty – Květa Pacovská
Cena diváka – Lin Shaobin

### Doprovodné výstavy
- Výstava hostujícího kurátora. Cosi tísnivého: Surrealismus a grafický design Rick Poynor
- Výstava členů mezinárodní poroty
- R2: Lizá Ramalho, Artur Rebelo. Laureáti 22. Bienále Brno 2006
- BigMag. Alternativní časopisy v České republice po roce 1989
- Osobnosti českého grafického designu. Jan Solpera
- Tiskařská elita 2010
- Ďábel, smrt a Schwarzenegger. Africký pouliční filmový plakát ze sbírky Wolfganga Stäblera

## 23. mezinárodní bienále grafického designu Brno 2008
Grafický design, ilustrace a písmo v knihách, časopisech, novinách a digitálních médií
17. 6. - 19. 10. 2008

### Výběrová porota
Karel Aubrecht – předseda
Pavol Bálik
Olga Benešová
Aleš Najbrt
Marek Pistora
Marek Pokorný
Krisztina Somogyi
Marta Sylvestrová
Rostislav Vaněk

### Mezinárodní porota
Jonathan Barnbrook
Petra Černe Oven
Otakar Karlas
Zuzana Lednická
Gertrud Nilte
Fumio Tachibana
Lucille Tenazas

### Přehled cen 2008
Cena ministerstva kultury České republiky – Velká cena Bienále Brno 2008 – Kasia Korczak
Kategorie A – Knihy a výstavní katalogy
Hlavní cena – Angus Hyland
Kategorie B – Obaly nosičů digitálních a audiovizuálních médií
Hlavní cena – nebyla udělena
Kategorie C – Časopisy a noviny
Hlavní cena – Erick Beltrán – Eduardo Barrera
Kategorie D – Tvorba písma
Hlavní cena – Tomáš Brousil
Kategorie E – Nová média
Hlavní cena – Lichtwitz – Büro für visuelle Kommunikation
Zvláštní ceny
Cena ICOGRADA – Jekyll & Hyde
Cena primátora města Brna – Ateliér ilustrace a grafiky VŠUP Praha
Cena Alfonse Muchy za ilutraci – Gilles Lepore
Cena TypoDesignClub Praha – Heine / Lenz / Zizka
Cena organizačního výboru Bienále Brno za přínos v oblasti grafického designu – Jan Soplera
Cena diváka – Štěpánka Bláhovcová

### Doprovodné výstavy
- Brno echo. Ornament a zločin od Adolfa Loose k dnešku
- Fumio Tachibana. Laureát Velké ceny Bienále Brno 2004
- Osobnosti českého grafického designu - Jiří Rathouský
- Práce ze... Slovinska
- Výstava členů mezinárodní poroty
- Slovak rep. práce studentů a absolventů ateliéru vizuální komunikace VŠVU, Bratislava
- Stefan Sagmeister. Co jsem se zatím v životě naučil
- City’s Celebrities! Street Art & Graffiti

## 22. mezinárodní bienále grafického designu Brno 2006
Plakát / firemní / informační a reklamní grafika
13. 6. - 15. 10. 2006

### Výběrová porota
Petr Babák – předseda
Petr Knobloch – zástupce
Adam Macháček
Jacek Mrowczyk
Babeta Ondrová
Marek Pokorný
Michal Richtr
Vladislav Rostoka
Marta Sylvestrová

### Mezinárodní porota
Reza Abedini
Karel Haloun
Tomáš Machek
J. Abbott Miller
Peter Saville
Ung Vai Meng
Catherine Zask

### Přehled cen 2006
Velká cena Bienále Brno 2006 – Artur Rebelo – Líza Ramalho
Cena ICOGRADA – Pazu Lee Ka Ling
Design Presige – Mezinárodní cena za design – Martin Woodtli
Kategorie 1 – plakáty
Hlavní cena – Shigeo Okamoto
Kategorie 2 – firemní, informační a reklamní grafika
Hlavní cena – nebyla udělena
Zvláštní ceny
Cena ministerstva kultury České republiky – Urs Lehni
Cena Alfonse Muchy za plakát – Michel Bouvet
Cena primátora města Brna – Nojiri Daisaku
Cena Unie výtvarných umělců České republiky – Iyama Koji
Cena TypoDesignClubu Praha – Tomáš Brousil
Cena kritiky – Jonathan Barnbrook

### Doprovodné výstavy
- Výstava členů mezinárodní poroty
- Catherine Zask. Laureátka 20. Bienále Brno 2002
- Grafický design v bílé krychli
- Milan Grygar. Výstava z cyklu Osobnosti českého grafického designu
- Hledej design! Grafické práce Ateliéru grafického designu a vizuální komunikace Vysoké školy uměleckoprůmyslové v Praze
- Práce z Číny. Výstava z cyklu Práce z:
- Z Marsu. Autorské projekty v grafickém designu

## 21. mezinárodní bienále grafického designu Brno 2004
Grafický design, ilustrace a písmo v knihách, časopisech, novinách a nových médiích
15. 6. - 24. 10. 2004

### Výběrová porota
Rostislav Vaněk - předseda
Iva Janáková - zástupce
Emil Drličiak
Petr Knobloch
Tomáš Machek
Boris Mysliveček
Zdeněk Primus
Marta Sylvestrová

### Mezinárodní porota
Ruedi Baur
Petr Bil'ak
Irma Boom
Julia Hasting
Keizo Matsui
Aleš Najbrt
Stefan Sagmeister
František Štorm

### Přehled cen 2004
Velká cena Bienále Brno – Fumio Tachibana (Jap)
Cena ICOGRADA – Barbieri + Bücher Gestalltung Text Bild - Nicole Barbieri, Markus Bücher
Cen BEDA – Zuzana Baťková
Kategorie A – Knihy a výstavní katalogy
Cena za nejlepší design – Gert Wunderlich
Zvláštní cena – Petr Babák
Kategorie B – Časopisy a noviny
nebyla udělena
Kategorie C – Tvorba písma
Cena za nejlepší design – Johanna Balušíková
Zvláštní cena – Cyrus Highsmith
Kategorie IV – Nová média
Cena za nejlepší design – Lichtwitz – Büro für visuelle Kommunikation
Zvláštní ceny
Cena ministerstva kultury České republiky – Martina Marešová
Cena Alfonse Muchy za ilustraci – Denisa Myšková
Cena primátora města Brna – Lenka Blažejová
Cena Unie výtvarných umělců České republiky – Reza Abedini
Design Prestige – Mezinárodní cena za design – Alan Záruba
Cena TypoDesignClubu Praha – Adam Macháček
Cena kritiky – Akihiko Tsukamoto

### Doprovodné výstavy 2004
- Výstava členů mezinárodní poroty
- Stefan Sagmeister - Laureát 19. Bienále Brno 2000
- Kniha v českém kubismu
- Adriena Šimotová - Kresby k textům. Výstava z cyklu Osobnosti českého grafického designu
- Stanislav Kolíbal - Okruh knihy
- e-a-t (experiment a typografie) - výběr ze současné české a slovenské tvorby (1985 - 2004)
- Work from Switzerland
- Rakouská typografie
- Jednotný vizuální styl pro město Brno - Výstava soutěžních návrhů
- Horizonty ilustrace - Mezinárodní výstava současné ilustrace. Výstava Sdružení Bienále Brno